# Kasteel Uiterlier
Kasteel Uiterlier was een mottekasteel uit omstreeks 1150, nabij de plaats De Lier, in Zuid-Holland, Nederland. Het was gebouwd door de heer van Uiterlier/Uter Lier. De oorspronkelijk houten constructie werd in de dertiende eeuw vervangen door een stenen toren. Het kasteel bezat een kapel waar de inwoners van De Lier naartoe konden voordat De Lier over een eigen kerk beschikte. Na de oprichting van de parochiekerk in De Lier in 1245 werd de kapel opgeheven. Mogelijk werd het kasteel in 1351 verwoest tijdens de Hoekse en Kabeljauwse twisten. Uit dendrochronologisch onderzoek op een van de gevonden brugpalen bleek de boom tussen 1140 en 1150 geveld te zijn.
Bij een opgraving in 2002 zijn restanten van een muur en de contouren van een slotgracht gevonden. Tijdens een eerdere opgraving in 1979 werd al een één meter dikke muur met kloostermoppen gevonden. Mogelijk was dit onderdeel van de voorburcht. Ook werden resten van een vijftiende-eeuwse boerderij gevonden. Het kasteelterrein was omgeven door een ronde slotgracht. In het midden van dit eiland zijn geen muurresten gevonden. Wel vonden de onderzoekers op een plek in de gracht grote brokken muur met verbrandingsresten. Ook vonden ze een grote hoeveelheid cement. Hieruit bleek dat het kasteel na de verwoesting als steengroeve is gebruikt en het cement van de kloostermoppen daarbij is schoongebikt. De grote stenen zijn in de omgeving gebruikt als fundering van verschillende boerderijen. Dat zal ergens in de vijftiende eeuw geweest zijn getuige het jongste aardewerk dat er gevonden is.

## Verder lezen
- Historisch Jaarboek Westland 1997 (nr 10), Het geslacht uter Lyere als grootgrondbezitter op de noordelijke oever van de Maasmond, door C. Hoek, 1997[dode link]